# Riverside Stadium
El Riverside Stadium és un estadi de futbol de la ciutat de Middlesbrough, North Yorkshire, al nord-est d'Anglaterra. Actualment és l'estadi del Middlesbrough FC, des de la primera temporada a la Premier League anglesa (1995-96). Actualment té una capacitat per a 35.049 espectadors asseguts, però la seva capacitat serà ampliada per albergar 42.000 espectadors asseguts. És considerat per la UEFA com un estadi 4 estrelles, cosa que li permet acollir un partit de la final de la Copa de la UEFA.

## Història
Va ser el primer nou estadi construït a la Premier League des del Taylor Report. Construït el 1994, va reemplaçar el vell estadi de Middlesbrough, l'Ayresome Park. El nom va ser escollit pels aficionats, entre els següents noms:
- Erimus Stadium
- Riverside Stadium
- Teesside Stadium

El 2005 el club va fer ressorgir les "Portes del vell Ayresome Park", que es van tancar quan el club es va liquidar. Van ser posades al Riverside Stadium com a nova entrada de l'estadi.

### Rècords
Assistència: 34.386 v Norwich City, 28 de desembre de 2004

### Promitg d'Assistència
(Premier League):
- 2002-03: 31.025 esp.
- 2003-04: 30.398 esp.
- 2004-05: 32.012 esp.
- 2005-06: 28.463 esp.